# Ekenäs Skærgård Nationalpark
Ekenäs Skærgård Nationalpark (svensk: Ekenäs skärgårds nationalpark, finsk: Tammisaaren saariston kansallispuisto) ligger i Ekenäs-skærgården i Uusimaa-regionen i Finland. Den blev grundlagt i 1989 og dækker 52 km2. Parken administreres af Metsähallitus (skovstyrelsen).
Det meste af parkens område består af klippeøer nær det åbne hav og vandområderne omkring dem. Det er forbudt at lande på og bruge motorbåde i nærheden af de vigtigste fugleøer fra 1. april til 17. juli for at beskytte ynglende vandfugle.
Parken er kun tilgængelig med båd. Besøgende uden båd kan nå den med en vandtaxi .
Ekenäs Archipelago National Park modtog den 19. juni 1996 Europæisk diplom for beskyttede områder (en).